# Cisticola brunnescens
Cisticola brunnescens е вид птица от семейство Cisticolidae.

## Разпространение
Видът е разпространен в Ангола, Камерун, Република Конго, Демократична република Конго, Еритрея, Етиопия, Габон, Кения, Мозамбик, Сомалия, Южна Африка, Танзания, Замбия и Зимбабве.